# AVN Hall of Fame
Pour les articles homonymes, voir Hall of Fame.
L'AVN Hall of Fame, que l’on peut traduire par « Temple de la renommée AVN » honore les personnalités de l'industrie pornographique. Il accueille les acteurs, actrices, réalisateurs et techniciens qui ont eu un impact très important sur l'industrie pornographique au cours d'une carrière d'au moins dix ans. Les premières intronisations ont eu lieu en 1995 lors de la 12e cérémonie des AVN Awards,.
Les nouveaux membres de l'AVN Hall of Fame sont annoncés chaque année vers la fin du mois de novembre, au même moment que les nominations pour les AVN Awards.

## Membres de l'AVN Hall of Fame
Les interprètes et réalisateur sont répertoriés dans la branche « video ». En 2007, Adult Video News a créé une branche dite des « pionniers »(Founders branch) destinée à honorer les hommes d'affaires qui ont eu un impact positif très important sur l'industrie pornographique et qui ont travaillé dans cette industrie pendant au moins 10 ans. Une branche des « pionniers d’Internet » (Internet Founders Branch) a été rajoutée en 2009, une branche consacrée aux fabricants de jouets sexuels (Pleasure Products Branch) en 2011.  En 2014, à l’occasion de la 31e cérémonie des AVN Awards, une branche qui récompense les producteurs exécutifs a été ajoutée et dernièrement, lors des AVN Awards 2023, une branche Web et Technologie a également été ajoutée.

### Branche: Pionniers
Cette branche de l’AVN Hall Of Fame a été inauguré lors de la 24e cérémonie des AVN Awards en 2007.

### Branche: Pionniers d’internet
Cette branche de l’AVN Hall Of Fame a été inauguré lors de la 26e cérémonie des AVN Awards en 2009.

### Branche: Produits Plaisirs
Cette branche de l’AVN Hall Of Fame a été inauguré lors de la 28e cérémonie des AVN Awards en 2011.

### Branche: Producteurs Exécutifs
Cette branche de l’AVN Hall Of Fame a été inauguré lors de la 31e cérémonie des AVN Awards en 2014.

### Branche: Web et Technologie
Cette branche de l’AVN Hall Of Fame a été inauguré lors de la 40e cérémonie des AVN Awards en 2023.